# Alloniscus saipanensis
Alloniscus saipanensis is een pissebed uit de familie Alloniscidae. De wetenschappelijke naam van de soort is voor het eerst geldig gepubliceerd in 2001 door Nunomura.